# Thelypteris cutiataensis
Thelypteris cutiataensis là một loài dương xỉ trong họ Thelypteridaceae. Loài này được Salino mô tả khoa học đầu tiên năm 2000.
Danh pháp khoa học của loài này chưa được làm sáng tỏ. 